# Primeira Batalha dos Lagos Masurianos
A Primeira Batalha dos Lagos Masurianos foi uma batalha na frente oriental durante as fases iniciais da Primeira Guerra Mundial. Esta batalha empurrou de volta o I Exército Russo em toda frente, expulsando-o da Prússia Oriental em completa desordem. Os progresso subsequentes foram prejudicados pela chegada do XX Exército russo no flanco esquerdo do VIII Exército Alemão. Apesar de não ser tão devastadora quanto a Batalha de Tannenberg (1914), que ocorreu uma semana antes desta batalha, foi suficiente para atrapalhar os planos da Rússia para a primavera de 1915.

## Antecedentes
Após a derrota para os alemães na Batalha de Tannemberg, o 1º Exército russo reagrupou suas forças remanescentes numa linha defensiva que se estendia do norte até os Lagos Masurianos perto de Angerburg (atual Węgorzewo, Polônia), onde aguardavam o reforço do 10º Exército russo, comandado pelo general Vassily Flug.
Os alemães haviam recebido reforços de dois corpos recém-chegados da Frente Ocidental: o Corpo de Reserva da Guarda e o 11º Corpo de Exército.

## Batalha
Liderado pelo general von Hindenburg, as forças alemães iniciaram seu avanço em 2 de setembro, entrando em confronto com os russos entre os dias 7 e 8 de setembro, ao longo de toda a linha de defesa. 
Rennenkampf ordenou uma contraofensiva russa no norte para ganhar tempo e tentar reformar suas linhas, conseguindo empurrar 20º corpo alemão, que retrocedeu vários quilômetros; no entanto, as forças alemãs não detiveram seus avanços no sul e no centro, o que deixou as tropas vitoriosas russas ao norte isoladas; forçando-as a recuar em direção ao leste, para evitar um cerco dos alemães. 
A batalha virou decisivamente a favor dos alemães em 11 de setembro, quando os russos foram empurrados de volta para uma linha que ia de Insterburg a Angerburg, no norte, com uma enorme manobra de flanco ao sul. Nesse ponto a ameaça de cerco pareceu possível e Rennenkampf ordenou uma retirada geral em direção à fronteira russa, que se deu rapidamente sob a proteção de uma forte retaguarda. A velocidade empreendida na retirada permitiu que as tropas russas escapassem da armadilha que Hindenburg planejara para elas. O comandante alemão ordenara que suas alas acelerassem a marcha o máximo possível, porém um acidente trivial - o rumor de um contra-ataque russo - custou aos alemães meio dia de marcha, permitindo que os russos escapassem para o leste, alcançando Gumbinnen no dia seguinte e Stallupönen no dia 13. Os restos do 1º Exército recuaram para a segurança de seus próprios fortes fronteiriços, enquanto o 10º Exército foi forçado a retroceder para a Rússia.

## Desdobramentos
A Batalha dos Lagos Masurianos foi o desfecho da primeira etapa das lutas na frente oriental, sendo considerada uma vitória estratégica que resultou na expulsão de todas as forças russas do território alemão. Tal vantagem, porém, foi obtida a um custo elevado, pois os corpos militares transferidos da frente ocidental tiveram sua ausência sentida na Batalha do Marne, travada na mesma ocasião.
A vitória russa sobre os austro-hungaros na Batalha da Galicia também ocorrida simultaneamente, acarretou a estabilização da frente oriental. Levou mais de um ano até que as forças alemãs e austro-húngaras pudessem finalmente reverter os avanços russos, expulsando-os da Galícia e depois da Polônia russa.

## Ligações Externas
- The First Battle of the Masurian Lakes, 1914

- Este artigo foi inicialmente traduzido, total ou parcialmente, do artigo da Wikipédia em inglês cujo título é «First Battle of the Masurian Lakes», especificamente desta versão.